# 张伟良 (空军军长)
张伟良（1928年6月12日—2017年2月1日），江苏宝山县大场（今属上海市）人。中国人民解放军空军第11军副军长、兰州军区空军副参谋长。

## 生平
只读过两年小学，九岁时1937年8月淞沪抗战暴发而辍学。张伟良的家在上海市郊区大场铁路边。母亲带着张伟良逃难，母亲路上劳累受惊吓生病没有治疗几天后去世。回到老家获知走后第二天日军进村，把阻挠放火烧屋的守家祖母的胳膊砍下，祖母扑上去拼命，被日军把头砍下。
1940年6月参加新四军江南抗日游击队，在卫生所当看护员，年仅12岁。1941年1月皖南事变发生时，苏南东路的新四军正在向西撤退；1941年3月所部编为新四军第6师16旅，在旅卫生部当勤务员。1941年11月28日亲历了日军南浦旅团步骑炮兵三千余人，汪伪军八百余人，合击塘马地区新四军第16旅旅部，旅长罗忠毅、政委廖海涛率领旅部特务连掩护苏南党政军领导机关和后方机关带着电台突围，在一线冲杀、战斗牺牲。1942年1月，下连队到新四军第6师16旅46团1营1连当卫生员。1944年5月，16岁加入中国共产党。1944年7月，调任新四军苏浙军区第一纵队第三支队（即新四军第6师16旅46团）吴咏湘团长的警卫员。1945年6月第三次天目山战役中，在孝丰百步山遭国军第52师、独立第33旅合围的突围战斗中，亲历了支队政委丁麟章带头冲锋被敌人子弹打中左锁骨下，鲜血直喷当场牺牲。
淮海战役和渡江战役中立二等功各一次。
1949年9月随部队在连云港担任海防任务，被选调参加空军组建。到空军长春医院体检时，血色素低、身上多处伤疤：1943年反扫荡时后背打断一根肋骨；淮海战役时胸前中2弹；腿骨被打断过，评成二等残废。被分配到东北军区空军后勤部沈阳横河油库当主任。张伟良觉得自己年纪小（21岁的营职干部）、参军打仗8年，更应该去学飞行或者回陆军老部队参加未来的渡海战斗，于是就给空军领导机关写信介绍自己的经历、现状与愿望。空军司令员刘亚楼把这封信批转回东北军区空军：“对陆军来的营、团干部在身体的要求上不能跟普通的飞行人员一样，这些人主要是培养他们担任组织指挥工作的，身体不要过份要求。”再次去空军长春医院飞行体验合格后，1950年深秋入哈尔滨空军第一航空学校成为第二期干部班（共48人）飞行学员。从初级教机到中级教练机到轰运教练机，总共飞行80个小时。1951年底毕业。
1952年1月任新组建的空20师第60团第一飞行大队大队长（正营职）。1952年2月带领空20师第60团第一飞行大队编队飞行训练，1952年6月带领第一飞行大队转场唐山机场，参加空十师的国庆检阅编队训练。一次在预演过程中一架轰炸机撞到另一架飞机，双机一等事故，八名机组人员全部牺牲。10月1日率领轰炸机大队编队通过北京天安门上空。受阅后被记三等功。
1955年一江山战斗后，由于多次带领团编队轰炸大陈岛、一江山岛，张伟良和所率航空兵第60团荣立了一等功和集体二等功。1955年3月，代表空20师出席了空军首届英模功臣代表大会，被授予“二级战斗英雄”称号。
1988年6月正军职离休。